# Віла-Верде (Мірандела)
Віла-Верде (порт. Vila Verde; МФА: [ˈvi.ɫɐ ˈveɾ.dɨ]) — парафія в Португалії, у муніципалітеті Мірандела. Розташована в північно-східній частині країни, на теренах історичної португальської провінції Трансмонтана. Входить до складу округу Браганса. За адміністративним поділом, чинним до 1976 року, терени парафії були складовою провінції Трансмонтана і Верхнє Дору. Належить до Брагансько-Мірандської діоцезії Католицької церкви. Патрон — святий Аполінарій. Площа — 9,8614 км². Населення — 81 ос. (2011). Слабо урбанізований регіон. Густота населення — 8,21 осіб/км²
. Код — 040737.

## Населення
| Кількість мешканців | Кількість мешканців | Кількість мешканців | Кількість мешканців | Кількість мешканців | Кількість мешканців | Кількість мешканців | Кількість мешканців | Кількість мешканців | Кількість мешканців | Кількість мешканців | Кількість мешканців | Кількість мешканців | Кількість мешканців | Кількість мешканців |
| ------------------- | ------------------- | ------------------- | ------------------- | ------------------- | ------------------- | ------------------- | ------------------- | ------------------- | ------------------- | ------------------- | ------------------- | ------------------- | ------------------- | ------------------- |
| 1864                | 1878                | 1890                | 1900                | 1911                | 1920                | 1930                | 1940                | 1950                | 1960                | 1970                | 1981                | 1991                | 2001                | 2011                |
| 221                 | 244                 | 287                 | 274                 | 264                 | 227                 | 267                 | 311                 | 300                 | 251                 | 186                 | 159                 | 115                 | 100                 | 81                  |